# Reiderland
Reiderland est une ancienne commune néerlandaise située dans la province de Groningue, existant de 1990 à 2010.

## Géographie
La commune était frontalière avec l'Allemagne et des communes de Delfzijl, Scheemda, Winschoten et Bellingwedde. Sur son territoire se trouvait le Carel Coenraadpolder. Le chef-lieu était Beerta.
Reiderland avait une superficie de 156,72 km2, dont 58,16 km2 d'étendues d'eau. Le 1er août 2006, la commune comptait 7 000 habitants.

## Histoire
La commune a été créée le 1er janvier 1990 par la fusion des communes de Beerta, de Nieuweschans et de Finsterwolde. Initialement, la commune issue de cette fusion s'appelait Beerta, mais le 1er janvier 1991 le nom a été changé officiellement en Reiderland.
Le 1er janvier 2010, Reiderland a fusionné avec Winschoten et Scheemda pour former la nouvelle commune d'Oldambt.

## Politique
Le parti communiste était le principal du conseil, jusqu'au moment où le parti partit de lui-même. Après, on fonda un nouveau parti communiste auquel appartinrent les deux adjoints du maire jusqu'en 1998 et un adjoint jusqu'en 2010.

## Équipements
La commune était très rurale ; c'est pourquoi il n'y a pas beaucoup d'équipements, comme des grands magasins, mais la ville de Winschoten est proche. À Bad Nieuweschans, il y a une petite gare, avec un train par heure vers Groningue et quelques trains par jour pour Leer, en Allemagne.